# كليمن باور
كليمن باور (بالسلوفينية: Klemen Bauer)‏ هو متسابق بياثل سلوفيني، ولد في 9 يناير 1986 في ليوبليانا في سلوفينيا.

## وصلات خارجية
- كليمن باور على موقع IBU (الإنجليزية)
- كليمن باور على موقع اللجنة الأولمبية الدولية (الإنجليزية)
- كليمن باور على موقع أوليمبيديا (الإنجليزية)